# Тілесний отвір
Тілесний отвір — будь-який отвір у тілі тварини.

## Зовнішні
У більшості ссавців, у тому числі в людини, присутні такі отвори тіла:
- Ніздрі, що використовуються для дихання та пов’язаного з ним нюху
- Рот, що використовується для їди, пиття, дихання та вокалізації, наприклад мови
- Слухові канали, що використовуються для слуху
- Носослізні канали, що використовуються для проведення сліз із слізного мішка в порожнину носа
- Анус, що використовується для дефекації
- Сечівник, що використовується для сечовипускання у чоловіків і жінок та еякуляції у чоловіків
- У самок, піхва, що використовується для менструації, копуляції та пологів
- Отвори сосків, що використовуються для виведення молока при грудному вигодовуванні

Інші тварини можуть мати деякі інші отвори тіла:
- клоака, що є у птахів, рептилій, амфібій і деяких ссавців, таких як однопрохідні, виконує функції ануса, піхви та сечівника. [1]
- сифон у молюсків, членистоногих і деяких інших тварин

## Внутрішні
До внутрішніх отворів відносяться отвори вихідних шляхів серця, розташовані між серцевими клапанами.